# Iurie Bașcatov
Iurie Bașcatov (n. 20 iunie 1968, Chișinău, RSS Moldovenească, URSS – d. 3 septembrie 2022, Chile) a fost un înotător din Republica Moldova, dublu medaliat cu argint la Seul 1988 și Barcelona 1992.

## Biografie
Iurie Bașcatov s-a născut la data de 20 iunie 1968. A fost multiplu campion al fostei URSS și al Republicii Moldova.
A obținut două medalii de argint la Seul 1988 (pentru URSS) și la Barcelona 1992 (pentru echipa unificată a CSI), în proba de ștafetă 4*100 m liber. A obținut titlul de maestru al sportului în natație.
În 1994 el s-a stabilit în Chile. A decedat în 2022.